# Albersroda
Albersroda ist ein Ortsteil der Gemeinde Steigra im Saalekreis in Sachsen-Anhalt (Deutschland).
Von 2005 bis 2009 gehörte Albersroda zur Verwaltungsgemeinschaft Weida-Land. Bis zur Fusion mit der Gemeinde Steigra am 1. Januar 2010 war Albersroda eine selbständige Gemeinde mit dem zugehörigen Ortsteil Schnellroda. Letzter Bürgermeister Albersrodas war Gerhard Schneider.

## Geschichte

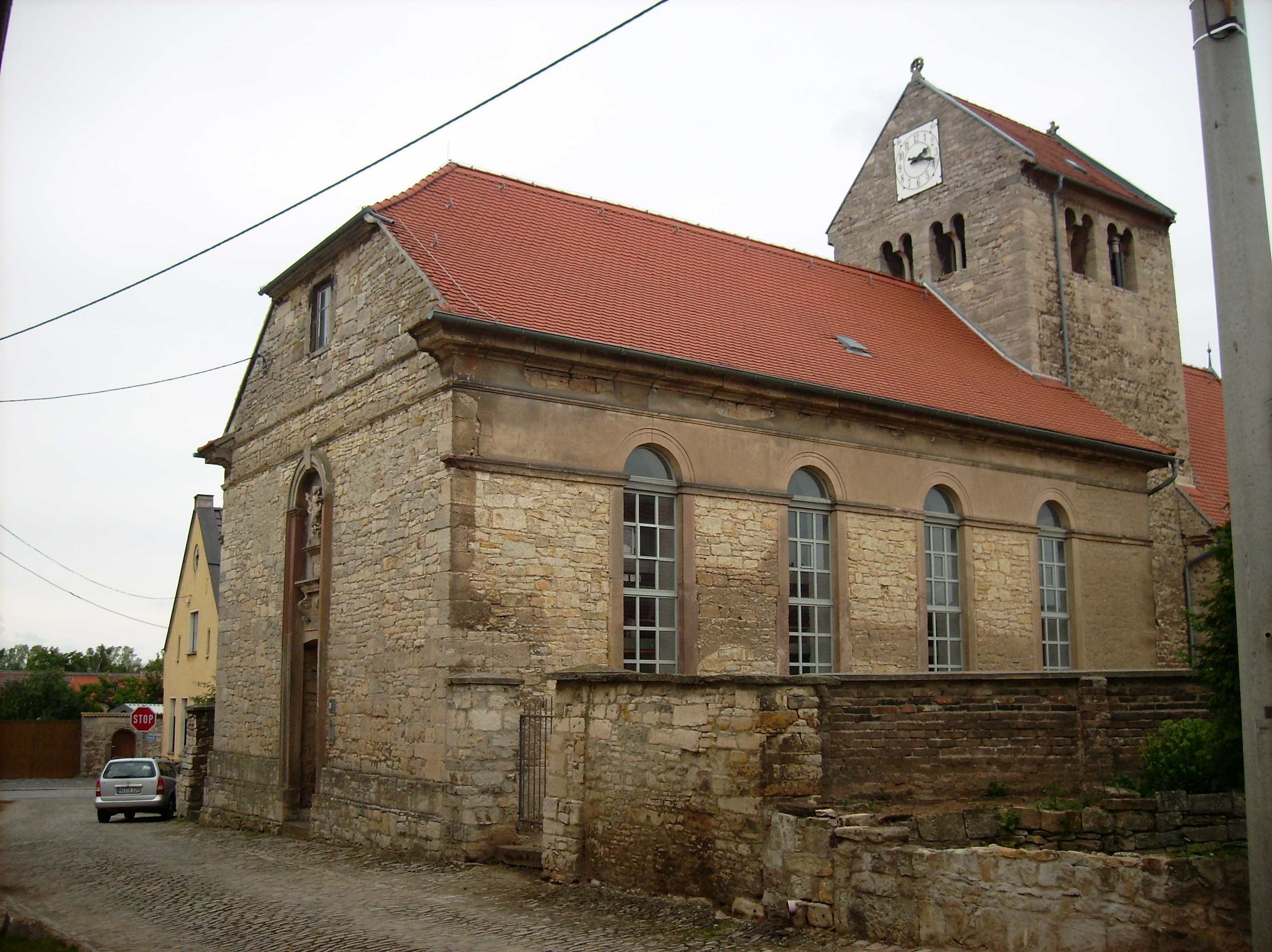
Kirche in Albersroda

Albersroda wurde erstmals 1144 als Adelbrehtisrod erwähnt und gehörte mit Schnellroda als Bamberger Lehen zum Burgwart Scheidungen (Burgscheidungen). Bereits 1589 gehörte Albersroda als Amtsdorf zum sächsischen Amt Freyburg. Darin lebten 35 besessene Mann, darunter 14 Anspänner und 21 Hintersattler. Die Dorflur grenzte damals mit Gleina, Steigra, Carsdorf, Schnellroda und Sankt Micheln. Albersroda war damals nach Schnellroda eingepfarrt und erhielt erst später eine eigene Kirche. Zur Dorflur gehörte auch die wüste Mark Burckerßroda. Die Erbgerichte im Dorf und auf allen Höfen gehörte den Behren zu Zewigker, die auch im letztgenannten Ort wohnten. Das später im Ort bestehende Rittergut wurde vermutlich erst im 17. Jahrhundert gebildet. Rittergutsbesitzer waren Vertreter der Familie Scharten, von Kannawurf, von Rockhausen auf Kirchscheidungen (1710–1810/12) und Magdeburg.
Albersroda, zeitweilig auch Albrechtsroda genannt, gehörte seit 1815 zur preußischen Provinz Sachsen und lag im Regierungsbezirk Merseburg, im Querfurter Kreise, im Amt Freyburg, nordöstlich von der Unstrut und unfern dem Wachhügel, in fruchtbarer Gegend. Der Ort hat 46 Häuser, 210 Einwohner, eine Filialkirche von Schnellrode und eine Schule, die unter der Collatur des dasigen Rittergutsbesitzers und der Inspektion Freyburg stehen.

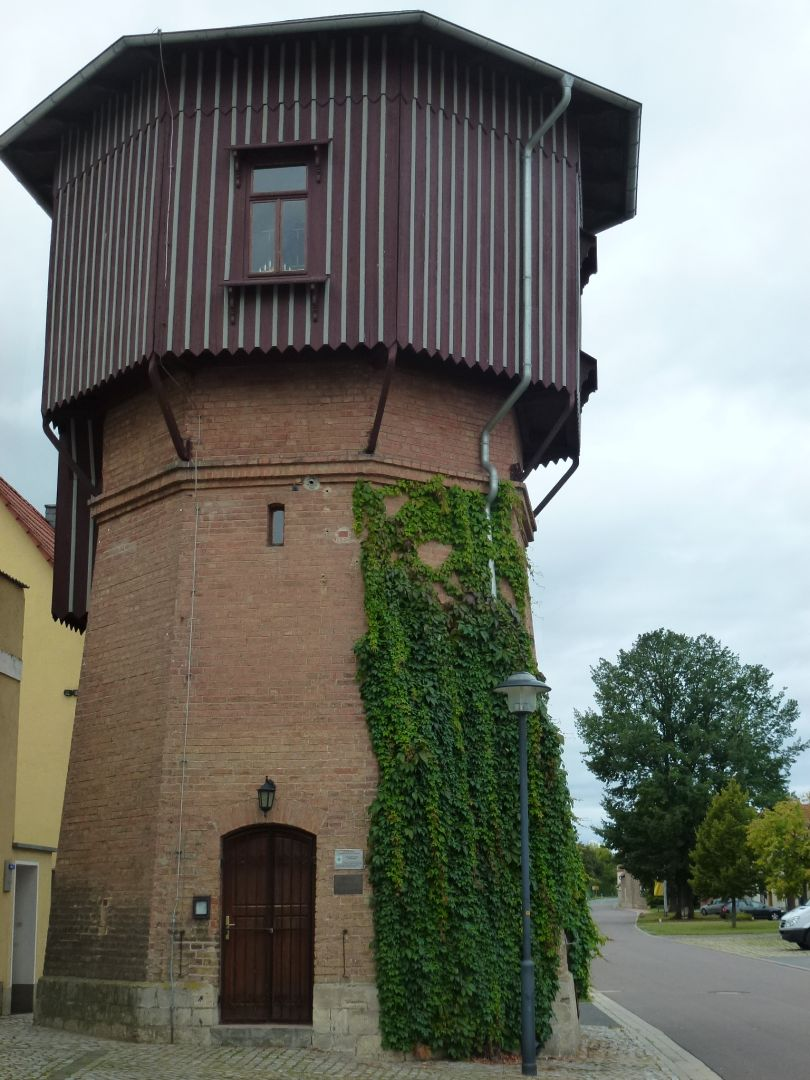
Wasserturm

1822 wird Albersroda als ein Dorf mit Rittergut und Filial von Schnellroda bezeichnet. Es hatte zu diesem Zeitpunkt 45 Häuser und 208 Einwohner. Dem Landgericht Naumburg und Gerichtsamt Freyburg steht über 2 Häuser mit 10 Einwohnern Gerichtsbarkeit zu. Dem Patrimonialgericht daselbst sind 43 Häuser mit Einschluss des der Kirche zugehörigen Backhauses, der von der Gemeinde neuerlich erbauten Schule und der Hutmannswohnung, mit zusammen 198 Einwohnern unterworfen. Der Königliche Gerichtsanteil liegt außerhalb des Dorfes und ist der Rest des im Dreißigjährigen Krieg zerstörten Tromsdorf. Das Rittergut steht in Ansehung der Realjurisdiktion unmittelbar unter dem Oberlandesgericht. Es ist der Qualität nach Mannlehn und hat vormals von dem herzoglichen Hause Anhalt releviert, von welchem die Lehnherrlichkeit durch die Rheinbundsakte an Sachsen übergegangen ist. Eigentlich lässt sich das Gut nicht Rittergut nennen, denn es gehören dazu weder Gebäude noch Ländereien, vielmehr besteht das Feudum bloß in der Gerichtsbarkeit über das Dorf und in mehreren jährlich von den mit Ländereien angesessenen Einwohnern von Albersroda zu entrichtenden Zinsen. 1858 wurde Albersroda Landgemeinde im Kreis Querfurt und Mutterkirche von Schnellroda.
1885 wurde mit dem Bau des Wasserturms begonnen, dieser war bis 1975 in Betrieb.
Um das Jahr 1900 umfasste Albersroda 38 Haushalte, davon wurden 25 von Landwirten und sechs von Handwerkern geführt. Im Ort gab es außerdem eine Schule und eine Gastwirtschaft.
1912 ging das Dorf in den Regierungsbezirk Merseburg, Kreis Querfurt, Amtsgericht Freyburg über und hatte zu diesem Zeitpunkt 357 Einwohner. Im Jahr 1927 hatte Albersroda 382 Einwohner, die in 69 Haushalten lebten.
1974 gehörte das Dorfs dann gemeinsam mit dem eingemeindeten Schnellroda zum Kreis Querfurt, Bezirk Halle und hatte 406 Einwohner.

## Dorfkirche
Die Dorfkirche Albersroda ist eine klassizistisch umgebaute spätromanische Chorturmkirche mit wertvollem Schnitzaltar und einer Ladegast-Orgel.